# Hrvatsko društvo logoraša srpskih koncentracijskih logora
Hrvatsko društvo logoraša srpskih koncentracijskih logora je društvo koje okuplja bivše zatočenike srpskih koncentracijskih logora.
Društvo je osnovano 17. svibnja 1995. godine. Društvo se bavi pružanjem psihosocijalne pomoći bivšim zatočenicima, prikupljanjem podataka o srpskim koncentracijskim logorima.
Podružnice društva nalaze se u: Drnišu, Dubrovniku, Osijeku, Puli, Sinju, Sisku, Splitu, Šibeniku, Varaždinu, Vinkovcima, Vukovaru, Zadru i Zagrebu.
Ogranci društva nalaze se u: Belom Manastiru, Đakovu, Makarskoj, Osijeku, Valpovu i Vukovaru.

## Unutarnje poveznice
- Hrvatska udruga logoraša Domovinskog rata u BiH

### Članci
- Huljev, Antonija. 2022. Hrvatsko društvo logoraša srpskih koncentracijskih logora podružnice Osječko-baranjske županije: odgojno i obrazovno djelovanje. Mostariensia. Sveučilište u Mostaru. Mostar. 26 (2): 113–125

## Vanjske poveznice
- Službene mrežne stranice Društva